# Mercedes-Benz Type 124
 (juin 2025).
Si vous disposez d'ouvrages ou d'articles de référence ou si vous connaissez des sites web de qualité traitant du thème abordé ici, merci de compléter l'article en donnant les références utiles à sa vérifiabilité et en les liant à la section « Notes et références ».
W124 est le code châssis interne de Mercedes-Benz pour la désignation de la Mercedes-Benz Classe Moyenne (Classe E depuis la phase 3 des W124 qui perdure encore aujourd'hui).
La W124 succède aux modèles W123 en 1985 avant d'être à son tour effacée par la Classe E W210 en 1995. La production de la berline s'est arrêtée fin 1995, celle du break en 1996 et celle du coupé et du cabriolet courant 1997.

## Présentation

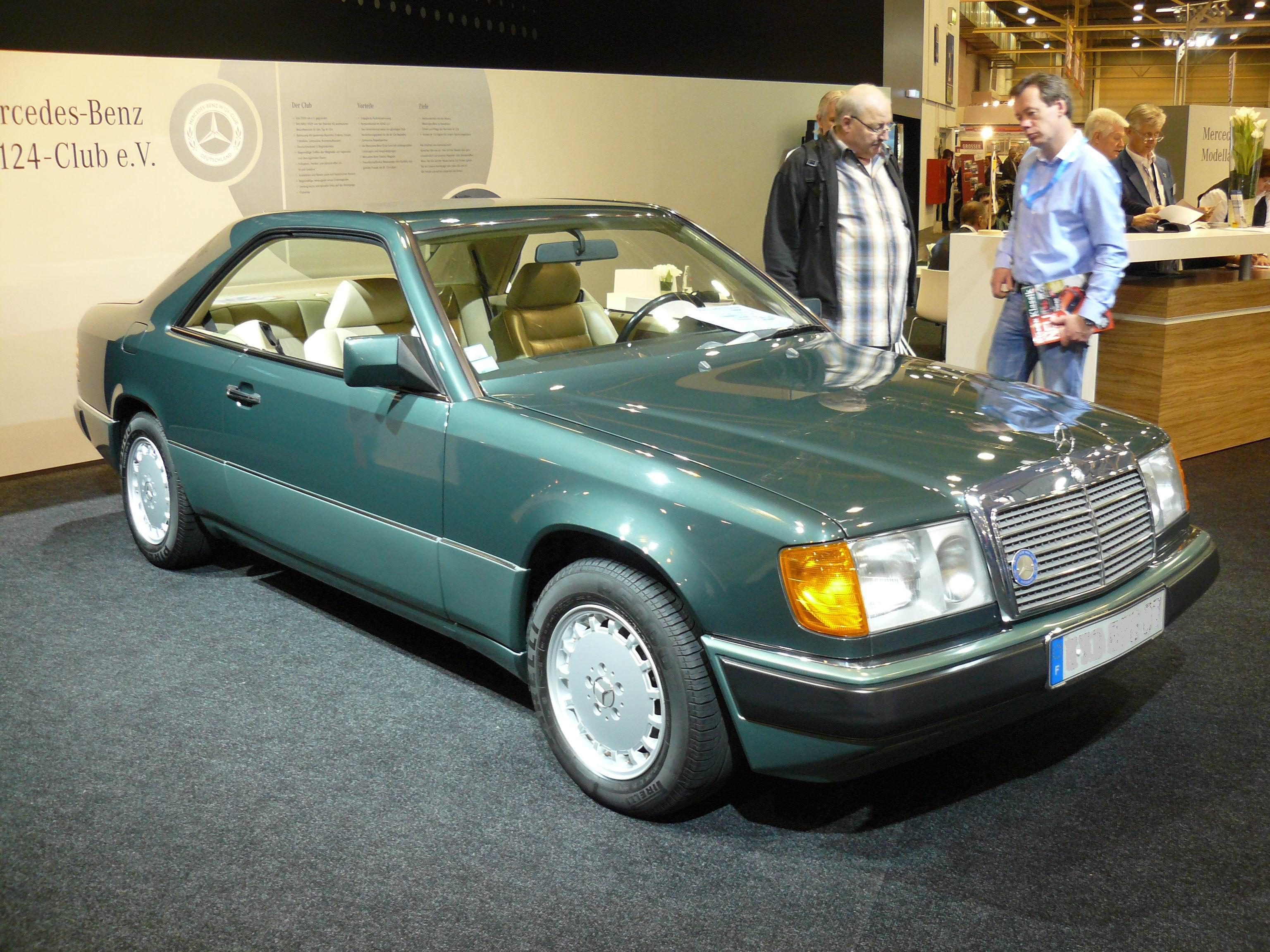
Une Mercedes 300 CE 1990.

Novembre 84 : présentation, à Séville, des berlines sur le thème  « Le progrès fait la différence ».
1985 : début de la commercialisation des berlines (W124).
1986 : les breaks (S124) secondent les berlines, Commercialisation de la 200 Diesel en version break, uniquement sur le marché allemand.
1986 : le 4-MATIC fait son entrée, La 300 D Turbo berline est commercialisée, mais uniquement aux États-Unis et au Canada. Tandis que sur le marché européen, la 300 D Turbo, elle, était uniquement disponible en break.
Mars 87 : arrivée des coupés (C124) 4 places (230CE, 300CE).
Septembre 1987: commercialisation de la 300 D Turbo en berline sur le marché européen, et arrêt de la commercialisation de cette version en Amérique du Nord.
Octobre 88 : intégration de l’ABS à la dotation de série, airbag passager en option et commercialisation de la 250 D Turbo.
Octobre 89 : premier remodelage (boucliers, protections latérales aux tons du châssis, un peu plus de chromes et d'insert bois, nouveaux dessins de jantes…), commercialisation de la 250 D Turbo en break sur le marché Italien :
- premier 6 cylindres avec 4 soupapes par cylindre (300E-24, 300CE-24 et 300TE-24) ;
- berlines à empattement long : 260E longue et 250D longue.

Décembre 90 : la 500E (V8 de 326 ch, c’est la première « Mittelklasse » à huit cylindres) couronne la gamme. Créée en étroite coopération avec Porsche, assemblée en partie par Porsche, elle reçoit le M119 V8 5,0 L 32 soupapes du SL500.
Apparition des moteurs multisoupapes.
1991 : le cabriolet (A124) quatre places (arceau de sécurité intégré aux appuie-tête, filet anti-remous, une capote entièrement automatique à lunette en verre dégivrante…), arrêt de la fabrication de la 200 Diesel en version break.
Septembre 92 : premiers 4 cylindres multisoupapes et apparition des 220E 280E 320E ; une 400E (V8 4.2 de 279 ch) vient seconder sur le marché allemand et le marché nord-américain la 500E.
1993 : second remodelage (nouvelle désignation, lifting de l'avant avec de nouvelles optiques, malle et capot redessinés, pare-chocs plus généreux, entraînant une découpe pour l'échappement...), la gamme inaugure le nouveau système de désignation : lettre E (naissance de la Classe E) suivie de la cylindrée (en centièmes de litre), exécution sportline,
10 février 1993 : accord avec la compagnie SsangYong pour le développement d'une voiture SsangYong sur une base de W124
- amélioration des Diesel atmosphériques 2,5 L et 3 L
1995 : arrêt de la commercialisation des berlines (W124).
1996 : arrêt de la commercialisation des coupés (C124) et breaks (S124).
1997 : arrêt de la commercialisation des cabriolets (A124).
Avec un total de 2 724 381 exemplaires toutes versions confondues, la W124 fit mieux que sa sœur la W123 et elle fut la première série (et aussi la dernière) à décliner une telle combinaison châssis/moteurs. Une recette que ses descendantes essayent de reprendre en se dédoublant (CLS, CLK).
Les W124 s’intègrent parfaitement dans l’histoire Mercedes, même si informatique et chasse aux coûts les ont marquées en fin de vie (second remodelage de 1993).
C’est en 1987 que le président du groupe (Werner Breitschwerdt) doit quitter prématurément ses fonctions pour « raisons personnelles », deux années avant la date prévue.
Edzard Reuter lui succède. Remarquons que c'est la « première fois » qu'un membre purement administratif prend la tête du groupe, alors qu'auparavant, il s'est toujours agi d'un ingénieur issu du sérail « production ».
Cette nomination cadre avec :

- La nécessité de mieux adapter les structures et la stratégie, sous-entendu pour résister aux japonaises.
- La volonté de diminuer les coûts improductifs : ce qu’un « col bleu » n’a pas su faire, un « col blanc » le fera ! Le second remodelage en est la marque tangible avec une diminution des qualités de plastiques (les rossignols deviennent courants sur les véhicules kilométrés), des peintures (corrosion plus fréquentes des portes et panneaux), du circuit électrique...
- La chasse aux coûts contre-productifs : fini le temps où le véhicule devait durer et pouvait témoigner, le second remodelage fait la part belle aux progrès techniques, passant aux oubliettes la règle admise des « 20 % de technologies nouvelles pour 80 % de fiabilité ».

## Caractéristiques techniques
Cinq blocs moteur essence déclinant une quinzaine de versions :
Moteurs quatre cylindres
- M102 (8 soupapes) : 2 L carburateur,
- 2 L injection,
- 2,3 L,
- M111 (16 soupapes) : 2 L
- 2,2 L

Moteur six cylindres
- M103 (12 soupapes) : 2,6 L
- 3 L
- M104 (24 soupapes) : 2,8 L,
- 3 L
- 3,2 L

Moteur V8
- M119 (32 soupapes) : 4,2 L,
- 5,0 L et 6 L d’AMG

Cinq blocs moteurs Diesel » pour cinq versions:
Moteurs quatre cylindres
- OM601 :  2 L

Moteurs cinq cylindres
- OM602 : 2,5 L Atmo et Turbo Diesel
- OM605 : 2,5 L
- Atmosphérique 20 soupapes,

Moteurs six cylindres
- OM603 atmo et turbo : 3 L
- OM606 : 3 L 24 soupapes

Ces moteurs furent déclinés sur plus de trente modèles.
Son train avant se caractérise par une forte inclinaison du pivot et son système anti-plongée. La suspension arrière est multibras. Sa boîte automatique rapide et une bonne fiabilité générale en firent un succès commercial malgré un prix assez élevé.
Elle inaugure de nombreuses innovations techniques comme le pont autobloquant ASD (automatic locking differential), l'antipatinage électronique ASR (acceleration skid control), la transmission intégrale avec pont avant enclenchable automatiquement (4Matic) ou encore la boîte automatique à cinq rapports. À cela s'ajoutent ces mêmes diesels turbocompressés. La gamme est coiffée par la 300 TD de 143/147 ch uniquement disponible en boîte automatique à quatre rapports, c'est la seule version Diesel livrable en quatre roues motrices 4Matic. À cela s'ajoute la 250 Turbo-Diesel de 126 ch. En entrée de gamme, on citera le modeste 2 litres Diesel atmosphérique de 72 ch/75 ch (200D).

## Le Mythe 500E/E500
LA 500 :

35 CV fiscaux

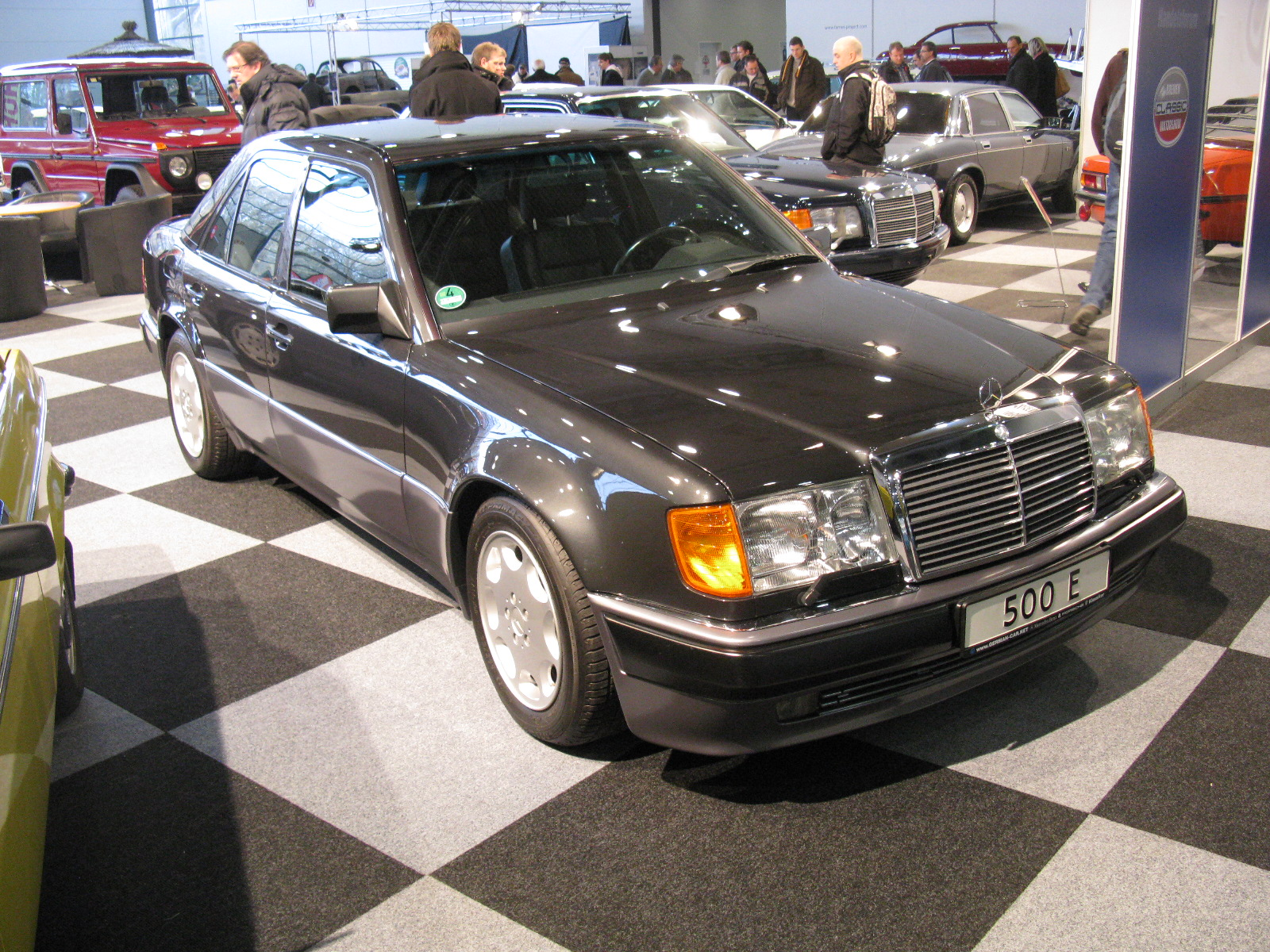
w124 500E.

Caractéristiques techniques Mercedes-Benz 500 E (W124)

Moteur

Type : 8 cylindres en V, 32 soupapes, 2x2 arbre à cames en tête
- Position : longitudinal AV

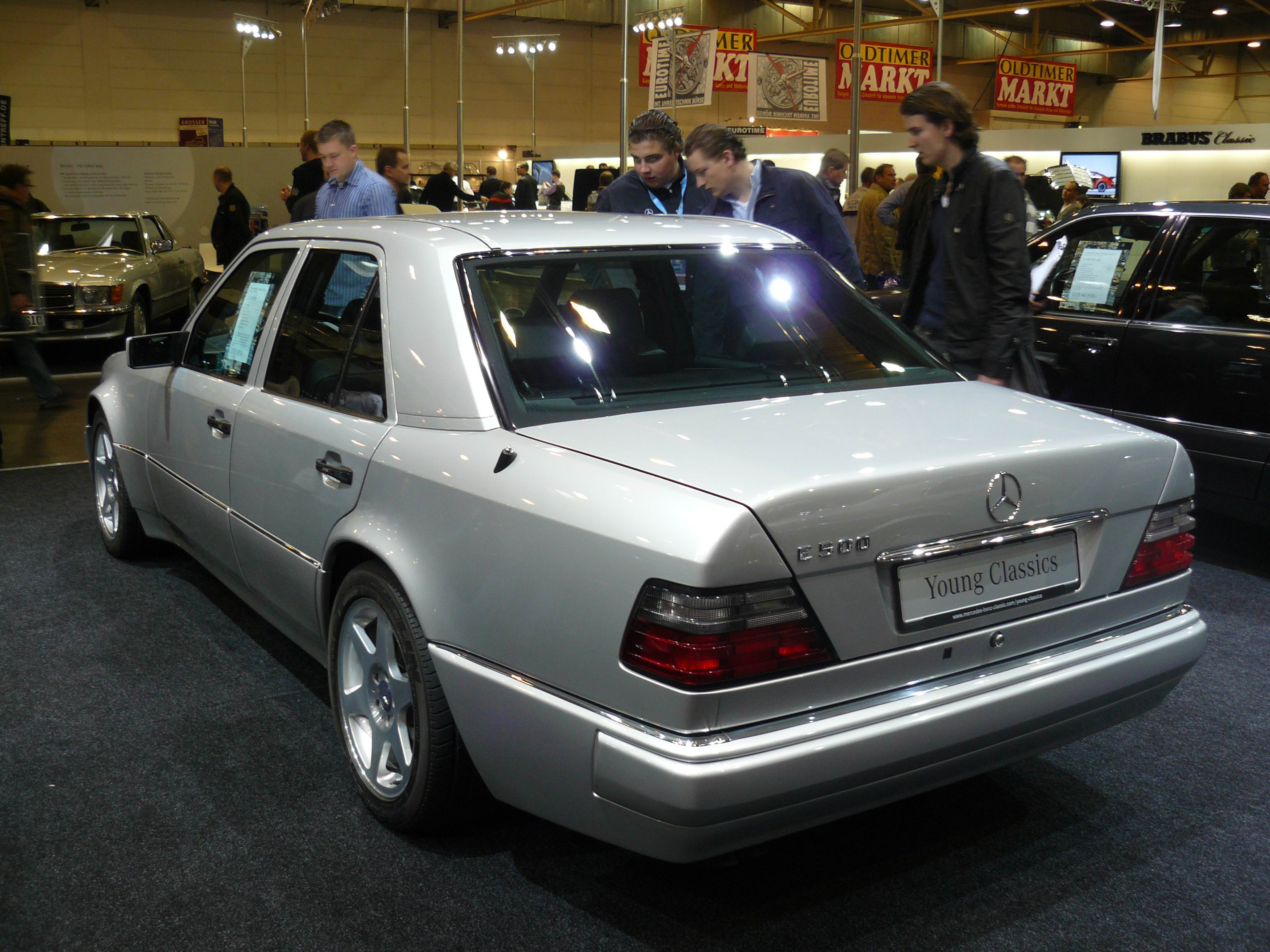
Mercedes Benz E500 Limited de 1994.

- Alimentation : injection électronique Bosch LH-jetronic.
- Cylindrée : 4 973 cm3
- Alésage × course : 96,5 × 85 mm
- Puissance : 326 ch DIN à 5 700 tr/min.
- Puissance au litre: 65,55 ch/L
- Couple maxi : 480 N m à 3 900 tr/min
- Couple au litre : 96,52 N m/L

Transmission
- AR + ASR
- Boîte de vitesses (rapports) : automatique 4 rapports.

Poids
- Données constructeur : 1 700 kg
- Rapport poids/puissance : 5,21 kg/ch DIN

Roues
- Freins : 2 disques ventilés (ø 300⁄320 mm) AV avec étriers fixes 4 pistons et 2 disques ventilés (ø 278⁄300 mm) AR avec étriers fixes 2 pistons + ABS.
- Pneus : AV et AR 225/55 ZR 16.

Performances
- Vitesse maxi : 250 km/h
- 400 m DA : 14,4 s
- 1 000 m DA : 25,4 s
- 0 à 100 km/h : 5,9 s
- 0 à 200 km/h : 21,5 s
- Consommation moyenne : 13,5 L/100 km.

Chronologie
1986 : commercialisation de la berline Mercedes 300 E sur la berline W124.
1990 : en octobre, au Salon de Paris, Mercedes-Benz dévoile la nouvelle Mercedes 500 E. Basée sur la berline classique W124 et développée conjointement avec Porsche, le V8 5 litres du SL500 de 326 ch a été glissé au chausse-pied.
1993 : la gamme W124 est remodelée avec une nouvelle désignation: la 500 E devient une E500, suivant en cela la nouvelle politique de noms de gamme de la marque (Classe E, C, S…). Quelques modifications esthétiques interviennent : nouveau capot, nouvelles optiques avant, arrière…
1994 : une édition limitée pour le marché suisse uniquement est commercialisée et baptisée E500 Limited : uniquement disponible en noir (Saphirschwarz) ou gris métal (Briljantsilber). Des jantes alu de 17 pouces au look DTM sont montées et chaussées en 245/45. Seulement 500 Mercedes E500 Limited ont été produites.
1995 : après cinq années de production, la Mercedes 500 E s'éteint après 10 479 exemplaires produits.

## Motorisations depuis le lancement

### Berline
Diesel (phases 1 et 2)
- 200 D (1 997 cm3) 72 ch (1985-1989)
- 200 D (1 997 cm3) 75 ch (1989-1993)
- 250 D (2 497 cm3) 90 ch (1985-1989)
- 250 D (2 497 cm3) 94 ch (1989-1993)
- 250 D Turbo (2 497 cm3) 126 ch (1988-1993)
- 300 D 2.5 Turbo (2 497 cm3) 122 ch (1990-1993) (destinée pour les États-Unis et le Canada)
- 300 D (2 996 cm3) 109 ch (1985-1989)
- 300 D (2 996 cm3) 113 ch (1989-1993)
- 300 D Turbo (2 996 cm3) 143 ch (1986-1989)
- 300 D Turbo (2 996 cm3) 147 ch (1989-1993)

Diesel (phase 3)
- E 200 Diesel (1 997 cm3) 75 ch (1993-1995)
- E 250 Diesel (2 497 cm3) 113 ch (1993-1995)
- E 250 Turbo diesel (2 497 cm3) 126 ch (1993-1995)
- E 300 Diesel (2 996 cm3) 136 ch (1993-1995)
- E 300 Turbo diesel (2 996 cm3) 147 ch (1993-1995)

Essence (phases 1 et 2)
- 200 (1 997 cm3) 109 ch (1984-1988)
- 200E (1 996 cm3) 122 ch (1986-1992) (réservé au marché italien jusqu'en 1988)
- 200E Catalysée (1 996 cm3) 118 ch (1986-1992) (vendu seulement en Allemagne)
- 200E (1 998 cm3) 136 ch (1992-1993)
- 220E (2 199 cm3) 150 ch (1992-1993)
- 230E (2 298 cm3) 136 ch (1985-1992)
- 230E Catalysée (2 298 cm3) 132 ch (1987-1992)
- 260E (2 599 cm3) 170 ch (1985-1992)
- 260E Catalysée (2 599 cm3) 160 ch (1985-1992)
- 280E (2 799 cm3) 197 ch (1992-1993)
- 300E (2 962 cm3) 188 ch (1985-1992)
- 300E Catalysée (2 962 cm3) 180 ch (1985-1992)
- 300E-24(2 960 cm3) 220 ch (1989-1992)
- 320E (3 119 cm3) 220 ch (1992-1993)
- 400E (4 196 cm3) 286 ch (1992-1993)
- 500E (4 973 cm3) 326 ch (1990-1993)

Essence (phase 3)
- E 200 (1 998 cm3) 136 ch (1993-1995)
- E 220 (2 199 cm3) 150 ch (1993-1995)
- E 280 (2 799 cm3) 193 ch (1993-1995)
- E 320 (3 119 cm3) 220 ch (1993-1995)
- E 36 AMG (3 606 cm3) 265 ch (1993-1994)
- E 36 AMG (3 606 cm3) 272 ch (1994-1996)
- E 420 (4 196 cm3) 279 ch (1993-1995)
- E 500(4 973 cm3) 320 ch (1993-1995)
- E 60 AMG (5 956 cm3) 381 ch (1993-1994)

### Break
Diesel (phases 1 et 2)
- 200 TD (1 997 cm3) 72 ch (1985-1989) (vendu seulement en Allemagne)
- 200 TD (1 997 cm3) 75 ch (1989-1991) (vendu seulement en Allemagne)
- 250 TD (2 497 cm3) 90 ch (1985-1989)
- 250 TD (2 497 cm3) 94 ch (1989-1993)
- 250 TD Turbo (2 497 cm3) 126 ch (1988-1993)non vendu en France
- 300 TD (2 996 cm3) 109 ch (1985-1989)
- 300 TD (2 996 cm3) 113 ch (1989-1993)
- 300 TD Turbo (2 996 cm3) 143 ch (1986-1988)
- 300 TD Turbo (2 996 cm3) 147 ch (1988-1993)

Diesel (phase 3)
- E 250 Diesel (2 497 cm3) 113 ch (1993-1995)
- E 250 Turbo diesel (2 497 cm3) 126 ch (1993-1995) non vendu en France
- E 300 Diesel (2 996 cm3) 136 ch (1993-1995)
- E 300 Turbo diesel (2 996 cm3) 147 ch (1993-1995)

Essence (phases 1 et 2)
- 200T (1 997 cm3) 109 ch (1984-1986)
- 200TE (1 996 cm3) 122 ch (1986-1992)
- 200TE (1 998 cm3) 136 ch (1992-1993)
- 220TE (2 199 cm3) 150 ch (1992-1993)
- 230TE (2 298 cm3) 136 ch (1985-1989)
- 230TE Catalysée (2 298 cm3) 132 ch (1985-1992)
- 280TE (2 799 cm3) 197 ch (1992-1993)
- 300TE (2 962 cm3) 188 ch (1985-1992)
- 300TE Catalysée (2 962 cm3) 180 ch (1985-1992)
- 300TE-24 (2 960 cm3) 220 ch (1989-1992)
- 320TE (3 119 cm3) 220 ch (1992-1993)

Essence (phase 3)
- E 200 (1 998 cm3) 136 ch (1993-1995)
- E 220 (2 199 cm3) 150 ch (1993-1995)
- E 280 (2 799 cm3) 193 ch (1993-1995)
- E 320 (3 119 cm3) 220 ch (1993-1995)
- E 36 AMG (3 606 cm3) 265 ch (1993-1994)
- E 36 AMG (3 606 cm3) 272 ch (1994-1996)

### Coupé
- 200CE (1 996 cm3) 122 ch (1990-1992) (Portugal, Italie, Grèce).
- 200CE/E200 (1 998 cm3) 136 ch (1992-1996)
- 220CE/E220 (2 199 cm3) 150 ch (1992-1996)
- 230CE (2 298 cm3) 136 ch (1987-1989)
- 230CE Catalysée (2 298 cm3) 132 ch (1987-1992)
- 300CE (2 962 cm3) 188 ch (1987-1992)
- 300CE Catalysée (2 962 cm3) 180 ch (1987-1992)
- 300CE-24 (2 960 cm3) 220 ch (1989-1992)
- 320CE/E320 (3 119 cm3) 220 ch (1992-1996)
- E 36 AMG (3 606 cm3) 265 ch (1993-1994)
- E 36 AMG (3 606 cm3) 272 ch (1994-1996)

### Cabriolet
- E 200 (1 998 cm3) 136 ch (1993-1997)
- E 220 (2 199 cm3) 150 ch (1993-1997)
- 300CE-24 (2 960 cm3) 220 ch (1992-1993)
- 300CE-24 3.4 AMG (3 314 cm3) 252 ch (1992-1993)
- 320CE/E320 (3 119 cm3) 220 ch (1992-1997)
- E 36 AMG (3 606 cm3) 265 ch (1993-1994)
- E 36 AMG (3 606 cm3) 272 ch (1994-1997)

### Limousine
- 250 D (longue) (2 497 cm3) 94 ch (1990-1993)
- E 250 Diesel(longue) (2 497 cm3) 113 ch (1993-1994)
- 260E (longue) (2 599 cm3) 160 ch (1990-1992)
- 280E (longue) (2 799 cm3) 197 ch (1992-1993)
- E 280 (longue) (2 799 cm3) 193 ch (1993-1994)